# Ivar Cederholm
Ivar Cederholm, född 1902 i Kristiania (nu Oslo), död 1982, var en norsk sångare (tenor).
Cederholm debuterade 1936 i Göteborg. Han hade operettroller i Skandinavien och London, bland annat Rosillon i Den glada änkan, greven i Greven av Luxemburg och Paris i Den sköna Helena. Han medverkade 1942 som sångare i filmen Det æ'kke te å tru.

## Filmografi
- 1942 – Det æ'kke te å tru